# Bitwa pod Niewieszem
Bitwa pod Niewieszem – bitwa stoczona 23 maja 1863 roku podczas powstania styczniowego.

## Bitwa
20 maja powstańcy zajęli Tomaszów Mazowiecki, następnie wyruszyli do Pabianic, po których opuszczeniu wyruszyli do Poddębic. Doszło wówczas do zgrupowania oddziałów Kajetana Słupskiego, Kazimierza Oborskiego, Karola Włodka i Stanisława Szumlańskiego, którymi dowodził Oborski. 23 maja powstańcy na wieść o zbliżaniu się wojsk rosyjskich od strony Łęczycy zdecydowali się na podjęcie walki. Opuścili Poddębice docierając do wsi Niewiesz, gdzie dokonali zasadzki. O godzinie 7:00 oddziały Oborskiego dokonały ostrzału wroga. Rosjanie dowodzeni przez ppłk. Broemsena ze względu na brak przewagi rozpoczęli wycofywanie się by ostatecznie uciec przed ostrzałem oraz szturmem prowadzonym przez Włodka. Rosjanie wycofali się na teren zabudowań wiejskich i zabarykadowali się w murowanej karczmie oraz wozowni, których polskie oddziały nie zdobyły. Walki bezowocnie trwały do około 22:00. Po stronie polskiej było 29-30 zabitych i około 50 rannych, straty po stronie rosyjskiej były znaczne.
W bitwie pod Niewieszem brał udział Józef Szumski - ojciec Marii Dąbrowskiej.

### Po bitwie
Po walce oddział Oborskiego powrócił do Poddębic, gdzie pozostawił rannych. Poważnie ranni Oborski i Włodek zostali przetransportowani do miejscowości Góry, należącej do naczelnika powstańczego powiatu Koninskiego - Juliana Wieniawskiego, który pomógł przedostać im się do Wielkiego Księstwa Poznańskiego, gdzie w Trzemesznie został poddany dalszemu leczeniu. W związku ze stanem zdrowia Oborskiego powołano nowego naczelnika wojskowego województwa mazowieckiego, został nim Edmund Callier, zaś dowództwo nad powstańczym oddziałem po Oborskim przejął Słupski.

## Upamiętnienie
Na cmentarzu parafialnym w Niewieszu znajduje się mogiła powstańcza - grób 29 powstańców poległych pod Niewieszem.